# Panteonul din Varna

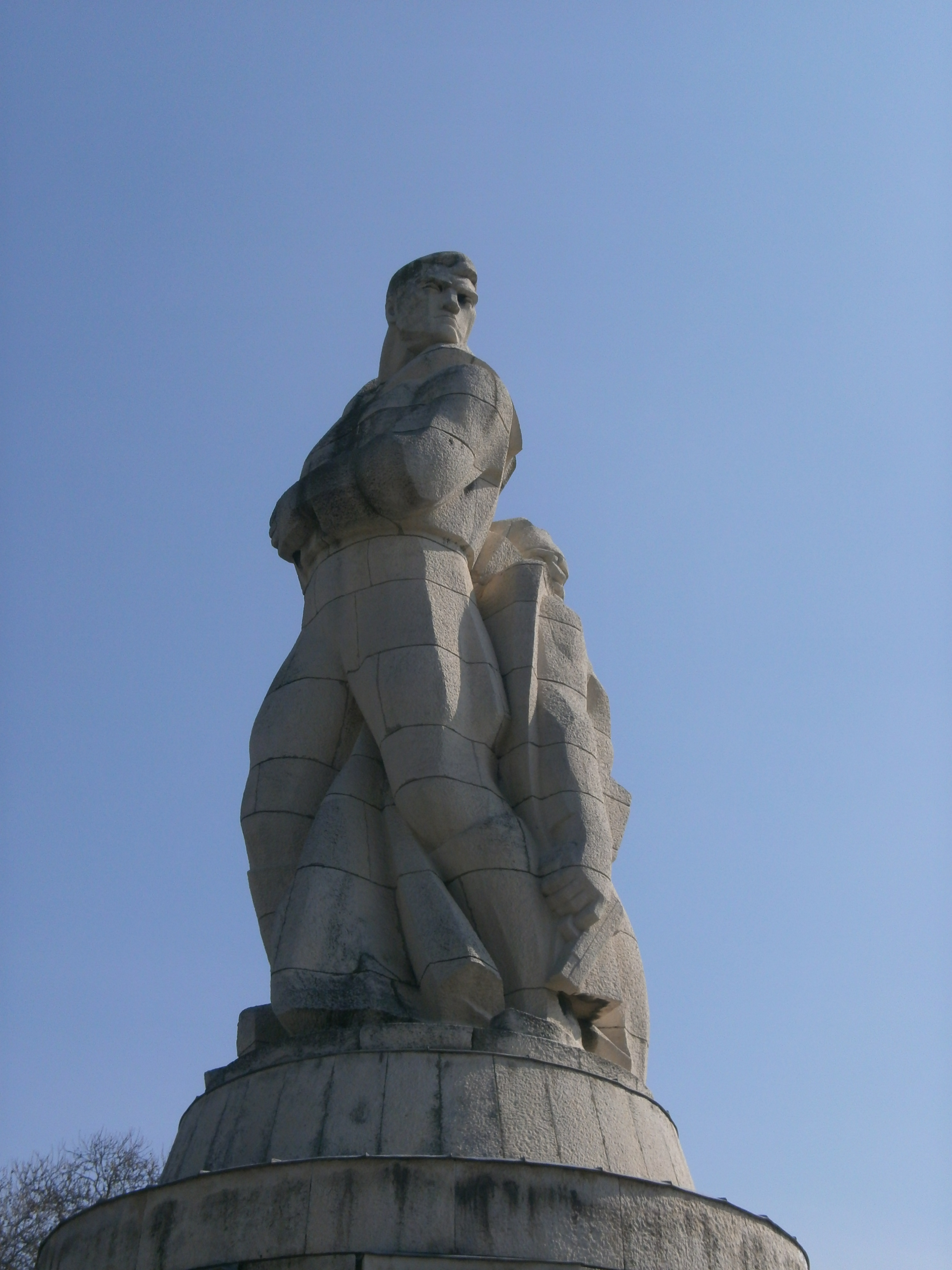
Monumentul panteonului din Varna

Panteonul din Varna este situat în grădina mării a orașului. Monumentul a fost construit în onoarea comuniștilor căzuți în perioada 1923-1944, luptători împotriva fascismului din Varna și din regiune.

## Istoria
Istoria monumentului începe în 1945, când a fost construit un mormânt pe colina Turna tepe din partea de nord a orașului Varna, în care au fost îngropate oasele participanților pierduți în mișcarea de rezistență. Zece ani mai târziu, s-a decis mutarea oaselor în alt loc. Astăzi se află acolo monumentul. Anterior a existat un cimitir catolic și un monument pentru soldații francezi care au murit de holeră în timpul războiului din Crimeea.
Panteonul a fost deschis oficial pe 6 noiembrie 1959, cu ocazia celei de-a 42-a aniversări a Revoluției ruse din octombrie 1917.

## Simbolistica monumentului
Monumentul simbolizează activitatea participanților la mișcarea de rezistență. Principalele figuri ale monumentului au fost făcute timp de aproximativ șapte luni. Ei descriu doi luptători, dintre care unul este rănit, iar celălalt continuă lupta. Sub ele, pe șosea însăși, pe șapte reliefări de piatră sunt reprezentate diferite scene ale rezistenței.

## Curiozitate
Nu există cadavre în osuar. În 1995, oasele au fost exportate și date rudelor defunctului pentru a fi îngropate. Panteonul a fost declarat oficial monument istoric în număr. 43 din Monitorul Oficial din 1971Format:Панорама